# Макнис, Иэн
Иэн Макнис (англ. Ian McNeice, род. 2 октября 1950, Бейзингсток, Хэмпшир, Англия) — британский киноактёр. Он стал известен благодаря роли Харкорта в мини-сериале 1985 года «На краю тьмы», а затем снялся в популярных фильмах, таких как «Англичанин, который поднялся на холм, а спустился с горы», «Эйс Вентура 2: Когда зовёт природа» и «Дюна».
Он сыграл глашатая в историческом драматическом телесериале «Рим» (2005—2007), генерала Рансимана в «Приключение королевского стрелка Шарпа», и Берта Ларджа в комедийном драматическом сериале «Доктор Мартин» (2004—2022).

## Биография
Макнис родился 2 октября 1950 года в Бейзингстоке, Хэмпшир. Его актерское образование началось в школе Тонтон в Сомерсете, затем последовала Лондонская академия музыкального и драматического искусства (LAMDA) и два года в театре Солсбери. Следующие несколько лет он играл в театре, в том числе четыре года в Королевской шекспировской труппе, а также участвовал в постановке Жизнь и приключения Николаса Никльби на Бродвее.

### Карьера
Телевизионным прорывом Макниса стала роль Харкорта в отмеченном наградами сериале «На краю тьмы». Он сыграл су-шефа-алкоголика Гюстава Лароша в телесериале Chef!, а затем появился в мини-сериале «Дюна» 2000 года в роли злого барона Владимира Харконнена. Эту же роль он исполнил в продолжении сериала «Дети Дюны» в 2003 году. Он играл роль бизнесмена Берта Ларджа в комедийном драматическом сериале «Доктор Мартин», начиная с первого сезона сериала, а также появился в четвертом эпизоде четвертого сезона детективного драматического телевизионного сериала «Убийства в Мидсомере» и в третьем эпизоде второго сезона сериала «Льюис».
Макнис также снялся в нескольких фильмах, в том числе в «Черинг Кросс Роуд, 84», «День мертвецов», «Побег невозможен», «Из ада» и «Англичанин, который поднялся на холм, а спустился с горы». Его прорыв в американской киноиндустрии произошел благодаря роли Фултона Гринволла в «Эйс Вентура 2: Когда зовёт природа» (1995). Он сыграл нациста Герхарда Клопфера в телевизионном фильме BBC / HBO «Заговор» 2001 года. С тех пор он снялся в фильмах «Вокруг света за 80 дней» (2004) и в мистическом триллере с элементами фильма ужасов 2005 года «Белый шум». Он также исполнил роль Потифара в мюзикле 1999 года «Иосиф и его удивительный плащ снов».
Макнис снялся в первоначальной версии пилотной серии «Игры престолов», сыграв роль Иллирио Мопатиса. Макнис не смог участвовать в пересъёмках, и сцены с его участием были вырезаны при монтаже, эту роль в итоге сыграл Роджер Аллам. Макнис исполнил роль Уинстона Черчилля в четырёх эпизодах «Доктора Кто» в 2010 и 2011 годах. Ранее он играл Черчилля в премьерной постановке пьесы Говарда Брентона «Никогда так хорошо» в 2008 году, а позже снова сыграл его в сценической версии «Король говорит!» 2012 года.
Макнис также снялся в роли архитектора в независимом художественном фильме 2017 года «Дом кричащих мертвецов» /«The House of Screaming Death» (2017).

## Личная жизнь
У Макниса трое детей, Ангус, Трэверс и Мэйси, от предыдущих восемнадцатилетних отношений с его женой, актрисой Кэти Николлс.

## Фильмография

### Кино
| Год  |    | Русское название                                         | Оригинальное название                                      | Роль                                       |
| ---- | -- | -------------------------------------------------------- | ---------------------------------------------------------- | ------------------------------------------ |
| 1983 | ф  |                                                          | Voice Over                                                 | Фэтс Бэннермен                             |
| 1984 | ф  | Совершенно секретно!                                     | Top Secret!                                                |                                            |
| 1986 | ф  | Апокалипсис оп-ля!                                       | Whoops Apocalypse                                          |                                            |
| 1987 | ф  | Интимные услуги                                          | Personal Services                                          | Гарри                                      |
| 1987 | ф  | Черинг Кросс Роуд, 84                                    | 84 Charing Cross Road                                      | Билл Хамфрис                               |
| 1987 | тф |                                                          | Behind the Bleep                                           | Джеффри Перри                              |
| 1987 | ф  | Одинокая страсть Джудит Хирн                             | The Lonely Passion of Judith Hearne                        | Бернард Райс                               |
| 1988 | ф  |                                                          | The Raggedy Rawney                                         | Фермер                                     |
| 1989 | ф  | Вальмон                                                  | Valmont                                                    | Азолан                                     |
| 1990 | ф  | 1871                                                     | 1871                                                       | принц Уэльский                             |
| 1990 | ф  | Русский дом                                              | The Russia House                                           |                                            |
| 1990 | тф |                                                          | Dark River                                                 | Хьюго Шрайк                                |
| 1991 | ф  |                                                          | Secret Friends                                             |                                            |
| 1992 | тф |                                                          | The Cloning of Joanna May                                  | доктор Холли                               |
| 1992 | ф  | Год кометы                                               | Year of the Comet                                          | Иэн                                        |
| 1992 | тф |                                                          | The Blackheath Poisonings                                  | Джордж Коллард                             |
| 1992 | тф |                                                          | Running Late                                               | Норман                                     |
| 1992 | с  |                                                          | B&B                                                        | Гилберт                                    |
| 1992 | тф | Неджентльменский поступок                                | An Ungentlemanly Act                                       | Дик Бейкер                                 |
| 1993 | тф |                                                          | Don’t Leave Me This Way                                    | Оскар Гиларди                              |
| 1993 | тф | Эпоха вероломства                                        | Age of Treason                                             | Каска                                      |
| 1994 | ф  | Побег невозможен                                         | No Escape                                                  | Король                                     |
| 1995 | ф  | Шутки в сторону                                          | Funny Bones                                                | Стэнли Шарки                               |
| 1995 | тф | Битва Шарпа                                              | Sharpe’s Battle                                            | генерал-полковник Рансиман                 |
| 1995 | ф  | Англичанин, который поднялся на холм, а спустился с горы | The Englishman Who Went Up a Hill But Came Down a Mountain | Джордж Гаррад                              |
| 1995 | ф  | Эйс Вентура 2: Когда зовет природа                       | Ace Ventura: When Nature Calls                             | Фултон Гринволл                            |
| 1997 | ф  | Парикмахерша и чудовище                                  | The Beautician and the Beast                               | Айра Грушинский                            |
| 1997 | ф  | Жизнь хуже обычной                                       | A Life Less Ordinary                                       | Мэйхью                                     |
| 1997 | тф | Кентервильское привидение                                | The Canterville Ghost                                      | профессор Дэвенпорт                        |
| 1998 | ф  | Как устроить самый жестокий месяц                        | How to Make the Cruelest Month                             |                                            |
| 1998 | тф |                                                          | A Certain Justice                                          | Десмонд Ульрик                             |
| 1998 | тф | Мичман Хорнблауэр: Экзамен на лейтенанта                 | Hornblower: The Examination for Lieutenant                 | Тэплинг                                    |
| 1999 | ф  | Теория автора                                            | The Auteur Theory                                          | Сэр Максимиллиан Браун                     |
| 1999 | ф  |                                                          | Joseph and the Amazing Technicolor Dreamcoat               | Потифар                                    |
| 1999 | ф  | Вишнёвый сад                                             | The Cherry Orchard                                         | Пищик                                      |
| 1999 | тф | Духи Рождества                                           | A Christmas Carol                                          | Мистер Альберт Феззивиг                    |
| 1999 | тф | Дэвид Копперфилд                                         | David Copperfield                                          | мистер Дик                                 |
| 2000 | с  | Долгота                                                  | Longitude                                                  | доктор Блисс                               |
| 2000 | ф  | Девять жизней Томаса Катца                               | The Nine Lives of Tomas Katz                               | Инспектор                                  |
| 2000 | тф |                                                          | The Sleeper                                                | Мистер Тарбак                              |
| 2000 | ф  | Тело                                                     | The Body                                                   | доктор Спроул                              |
| 2001 | ф  | Город и деревня                                          | Town & Country                                             | Питер, директор                            |
| 2001 | тф | Заговор                                                  | Conspiracy                                                 | доктор Герхард Клопфер                     |
| 2001 | ф  | Четвертый ангел                                          | The Fourth Angel                                           | Левисон                                    |
| 2001 | ф  | Из ада                                                   | From Hell                                                  | Роберт Драдж                               |
| 2001 | тф | Хроники Конан Дойла: Дело о Царстве костей               | Murder Rooms: The Kingdom of Bones                         | Хейвуд Донован                             |
| 2001 | ф  | Аназапта                                                 | Anazapta                                                   | епископ                                    |
| 2002 | ф  | Амнезия                                                  | Amnèsia                                                    | Даг Чандлер                                |
| 2002 | тф | Мужчина и мальчик                                        | Man and Boy                                                | Найджел Бэтти                              |
| 2002 | ф  | Последний занавес                                        | The Final Curtain                                          | Священник                                  |
| 2003 | ф  |                                                          | Chaos and Cadavers                                         | Гарри Кейн                                 |
| 2003 | ф  | Чёрный шар                                               | Blackball                                                  | Хью                                        |
| 2003 | ф  | Я буду рядом                                             | I’ll Be There                                              | Грэхем                                     |
| 2004 | тф | Спартак                                                  | Spartacus                                                  | Лентул Батиат                              |
| 2004 | ф  |                                                          | The Rocket Post                                            | Алекс Милн                                 |
| 2004 | ф  | Вокруг света за 80 дней                                  | Around the World in 80 Days                                | полковник Китченер                         |
| 2004 | ф  | Стоп-кадр                                                | Freeze Frame                                               | Соул Сегер                                 |
| 2004 | ф  | Бриджит Джонс: Грани разумного                           | Bridget Jones: The Edge of Reason                          |                                            |
| 2005 | ф  | Белый шум                                                | White Noise                                                | Реймонд Прайс                              |
| 2005 | тф |                                                          | Cherished                                                  | Билл                                       |
| 2005 | ф  | Автостопом по галактике                                  | The Hitchhiker’s Guide to the Galaxy                       | Вогон                                      |
| 2005 | ф  | Оливер Твист                                             | Oliver Twist                                               | Мистер Лимбкинс                            |
| 2006 | ф  | Чёрная орхидея                                           | The Black Dahlia                                           |                                            |
| 2008 | ф  | День мертвецов                                           | Day of the Dead                                            | диджей Пол                                 |
| 2008 | ф  | Операция «Валькирия»                                     | Valkyrie                                                   | Генерал от инфантерии Йоахим фон Корцфляйш |
| 2017 | ф  | Человек, который изобрёл Рождество                       | The Man Who Invented Christmas                             | Эдвард Чепман                              |
| 2023 | ф  | Наполеон                                                 | Napoleon                                                   | Людовик XVIII                              |

### Телевидение
| Год         | название                        | Оригинальное название             | Роль                     | Эпизоды                    |
| ----------- | ------------------------------- | --------------------------------- | ------------------------ | -------------------------- |
| 1984 — 2010 | Чисто английское убийство       | The Bill                          |                          | «Inquest»                  |
| 1985        | На краю тьмы                    | Edge of Darkness                  |                          | 5 эпизодов из 6            |
| 1985 — 2002 | Один экран                      | Screen One                        | Норман                   | «Running Late»             |
| 1986 — 1994 |                                 | Lovejoy                           | Рэкхем                   | «The Italian Venus»        |
| 1986 — 1992 | Бун                             | Boon                              | Грэм Баркер              | «In It for the Monet»      |
| 1987 — 2000 | Инспектор Морс                  | Inspector Morse                   |                          | «Deadly Slumber»           |
| 1987        | Идеальный шпион                 | A Perfect Spy                     | Сефтон Бойд              |                            |
| 1987 — 2000 |                                 | The Ruth Rendell Mysteries        | Тил                      | эпизоды: 31, 32, 33 из 79  |
| 1989        | Вокруг света за 80 дней         | Around the World in 80 Days       |                          | (мини-сериал)              |
| 1990 — 1993 |                                 | Cluedo                            |                          | «Seven Deadly Sinners»     |
| 1993        | Алое и чёрное                   | The Scarlet and the Black         |                          |                            |
| 1994 — 1997 |                                 | Pie in the Sky                    | Барри Уилкс              | эпизоды: 9, 19 из 40       |
| 1994 — 1996 | Брат Кадфаэль                   | Cadfael                           | Элуард                   | «The Devil's Novice»       |
| 1995 — 1998 | Электронные жучки               | Bugs                              | доктор Питер Хантер      | «A Sporting Chance»        |
| 1996        | Библия в анимации (мультсериал) | Testament: The Bible in Animation | Ахав                     | «Elijah»                   |
| 1997 — ….   | Убийства в Мидсомере            | Midsomer Murders                  | доктор Оливер Берджесс   | «Кто убил старину Робина?» |
| 1997        |                                 | Have Your Cake and Eat It         |                          | все 4 эпизода              |
| 1999 — 2002 | Охотники за древностями         | Relic Hunter                      | лорд Эндрю               | «Секрет юности»            |
| 2000        | Дюна                            | Dune                              | барон Владимир Харконнен | все 3 эпизода              |
| 2001        | Армадилл                        | Armadillo                         | Иван                     |                            |
| 2003 — 2007 |                                 | The Last Detective                | Билли                    | эпизод № 11 из 17          |
| 2003        | Дети Дюны                       | Children of Dune                  | барон Владимир Харконнен | все 3 эпизода              |
| 2003        | Секретные материалы Стрейнджа   | Strange                           | Харрисон                 | «Инкубус»                  |
| 2003 — ….   | Новые трюки                     | New Tricks                        | Майкл Мидоукрофт         | «Big Topped»               |
| 2004 — ….   | Доктор Мартин                   | Doc Martin                        | Берт Лардж               | 30 эпизодов из 30          |
| 2004        | Франкенштейн                    | Frankenstein                      | Профессор Кремпе         | (мини-сериал)              |
| 2010 — ….   | Доктор Кто                      | Doctor Who                        | Уинстон Черчилль         | эпизоды: 57, 58, 67        |
| 2005 — 2007 | Рим                             | Rome                              | Глашатай                 | 20 эпизодов из 22          |
| 2006 — ….   | Льюис                           | Lewis                             |                          | «Life Born of Fire»        |